# Philip Snowden, 1.º Visconde Snowden
Philip Snowden, 1.º Visconde Snowden, PC (Cowling, 18 de julho de 1864 - Tilford, 15 de maio de 1937) foi um político britânico. Um orador forte, se tornou popular nos círculos sindicais por sua denúncia do capitalismo como antiético e sua promessa de uma utopia socialista. Foi o primeiro Trabalhista a ser Chanceler do Tesouro, cargo que ocupou em 1924 e novamente entre 1929 e 1931. Rompeu com a política trabalhista em 1931 e foi expulso do partido e criticado como renegado, quando o partido foi esmagado naquele ano pela grande maioria obtida pela coalizão do governo nacional que Snowden apoiou. Foi sucedido como chanceler por Neville Chamberlain.

## Primeiros anos
Snowden nasceu em Cowling, em West Riding of Yorkshire. Seu pai, John Snowden, fora tecelão e apoiador do cartismo, e mais tarde um liberal de Gladston. Snowden escreveu mais tarde em sua autobiografia: "Fui criado nessa atmosfera radical e foi então que absorvi os princípios políticos e sociais que mantive fundamentalmente desde então". Embora seus pais e irmãs estivessem envolvidos na tecelagem no Moinho Ickornshaw, ele não se juntou a eles. Depois de frequentar uma escola local (onde recebeu aulas adicionais de francês e latim), continuou como aluno-professor. Quando tinha 15 anos, se tornou balconista de uma seguradora em Burnley. Durante seus sete anos como escriturário, estudou e depois foi aprovado no concurso público. Em 1886, foi nomeado para um cargo júnior no Excise Office em Liverpool. Snowden mudou-se para outros postos na Escócia e depois para Devon.
Em agosto de 1891, quando tinha 27 anos, Snowden feriu gravemente as costas em um acidente de bicicleta em Devon e ficou paralisado da cintura para baixo. Ele aprendeu a andar novamente, com a ajuda de varas, dentro de dois anos. Seu emprego na Inland Revenue foi mantido aberto para ele por dois anos após o acidente. No entanto, devido à sua condição, ele decidiu renunciar ao serviço público. Enquanto estava convalescendo na casa de sua mãe em Cowling, começou a estudar teoria e história socialistas.
Snowden juntou-se ao Partido Liberal e seguiu seus pais ao se tornar metodista e abstêmio. Em 1893, após a formação do Independent Labour Party (ILP) na vizinha Bradford, ele foi convidado a fazer um discurso para o Cowling Liberal Club sobre os perigos do socialismo. Enquanto pesquisava o assunto, Snowden se convenceu da ideologia. Ele finalmente se juntou ao comitê executivo do ILP Keighley em 1899, e passou a presidir o ILP de 1903 a 1906. Ele se tornou um orador proeminente do partido e escreveu um panfleto socialista cristão popular com Keir Hardie em 1903, intitulado The Christ that is to Be. Sua retórica estridente, repleta de estatísticas e temas evangélicos, contrastava as más condições do capitalismo com a utopia moral e econômica do futuro socialismo. Condenou como "sugadores de sangue e parasitas" executivos de empresas têxteis locais. Em 1898, lançou o Keighley Labor Journal, usando-o para denunciar o desperdício, a mesquinhez e a corrupção. No entanto, ignorou as preocupações dos sindicatos, que considerava conservadores e fixados nos salários. Em 1902, mudou sua base para Leeds e viajou pela Grã-Bretanha como palestrante sobre política e corrupção, com sua própria coluna sindicalizada e pequenos ensaios em vários veículos da classe trabalhadora. Na época em que foi eleito MP Trabalhista por Blackburn em 1906, se tornou uma figura socialista bem conhecida, posicionando-se em nível nacional ao lado de Keir Hardie, professor Arnold Lupton e Ramsay MacDonald.
Snowden se casou com Ethel Annakin, uma defensora do sufrágio feminino, em 1905. Apoiou os ideais de sua esposa e se tornou um orador notável em reuniões de sufragistas e outras reuniões públicas.